# Conquer (The Walking Dead)
"Conquer" là tập thứ mười sáu, đồng thời cũng là tập cuối trong Phần 5 của series phim truyền hình The Walking Dead. Tập phim được phát sóng trên kênh AMC của Mỹ vào ngày 29 ngày 3 tháng 2015. Khi phát sóng, tập phim đã được 15,8 triệu người xem trong đó có 8,2 triệu người từ 18-49 tuổi.

## Nội dung tập
Trong lúc đang ở một mình giữa rừng, Morgan bị phục kích bởi một người đàn ông có chữ cái "W" trên trán. Hắn kể với Morgan câu chuyện về việc những bộ lạc trước đây từng tin rằng loài người là do sói hóa thành. Sau đó, hắn đe dọa sẽ giết Morgan và lấy đi hết đồ của ông. Một kẻ thứ hai là đồng bọn của hắn bất ngờ xuất hiện định tấn công Morgan từ phía sau, nhưng ông đã nhanh chóng dùng cây gậy của mình đánh trả và hạ gục được chúng. Morgan đặt cả hai trong tình trạng bất tỉnh vào một chiếc xe rồi bỏ đi.
Rick tỉnh dậy trong một căn nhà tại Alexandria và thấy Michonne đang ở đó và nhìn anh. Glenn, Carol và Abraham ghé qua để báo với Rick rằng tối nay Deanna sẽ mở một cuộc họp bàn với các cư dân Alexandria để lấy ý kiến về hình thức kỷ luật dành cho hành động quá khích của anh. Rick liền đưa ra kế hoạch rằng họ sẽ bắt Deanna, Reg và Spencer làm con tin nếu như tình hình tệ đi. Micohnne và Glenn tỏ vẻ không đồng tình với kế hoạch này và muốn một giải pháp hòa bình hơn.
Trong khi đó, Maggie đến gặp vợ chồng Deanna và cố thuyết phục bà không đưa ra quyết định trục xuất Rick. Tuy nhiên Deanna nói rằng bà sẽ vẫn phải quyết định sau cuộc họp bàn tối hôm đó. Reg nói với Maggie rằng ông sẽ cố thuyết phục vợ mình cũng như cả thị trấn rằng nền dân chủ sẽ chỉ bắt đầu một khi họ ngừng đưa ra quyết định trục xuất người khác.
Bên ngoài Alexandria, Sasha kéo một chiếc xe kéo có chứa một vài xác walker đến một mồ chôn tập thể. Cô mệt mỏi nằm lên những xác chết đó.
Trong khi đang lần theo dấu vết của một người đàn ông mặc áo choàng đỏ để xem anh ta có xứng đáng được gia nhập Alexandria không, Aaron kể cho Daryl biết về cảm giác tội lỗi của mình khi từng đưa về 3 người sống sót để rồi chính họ bị Deanna trục xuất khỏi cộng đồng sau này. Anh nói rằng mình sẽ không lặp lại lỗi lầm ấy một lần nữa.
Quay trở lại Alexandria, Carol đến nói chuyện riêng với Rick và đưa cho anh một khẩu súng khác thay cho khẩu đã bị tịch thu sau vụ ẩu đả với Pete.
Maggie đến gặp Glenn và nói với chồng mình rằng cô sẽ thuyết phục mọi người ủng hộ Rick trước khi buổi họp bàn tối nay diễn ra. Sau khi Maggie rời khỏi, Glenn nhìn thấy Nicholas trèo lên bức tường của cộng đồng để ra bên ngoài, anh liền bám theo anh ta và đi vào trong rừng. Đi được giữa chừng, Glenn đột nhiên mất dấu Nicholas và bất ngờ bị bắn vào vai. Thấy Glenn ngã xuống, Nicholas lúc này từ chỗ nấp cầm khẩu súng chạy tới thì phát hiện ra rằng Glenn đã bỏ chạy được
Cha xứ Gabriel một mình đi ra bên ngoài Alexandria mà không mang theo vũ khí. Spencer - người lúc này đang đứng gác ở cổng liền đề nghị ông mang theo súng. Tuy nhiên Gabriel từ chối và nói rằng: "Lời nói của Chúa là sự bảo vệ duy nhất mà tôi cần".
Rick quay trở về nhà và gặp Carl, anh nói với con trai rằng mình có thể sẽ phải giết hoặc đe dọa vài người ở buổi họp bàn tối nay. Nhưng Carl cố khuyên anh dùng lời nói của mình để thuyết phục những cư dân của cộng đồng thay vì làm hại họ. "Họ cần chúng ta. Họ sẽ chết nếu thiếu chúng ta." - Carl nói.
Sau một hồi theo dõi, Aaron và Daryl để mất dấu người đàn ông khoác áo đỏ kia tại một khu nhà chứa thực phẩm. Daryl muốn tiếp tục đi tìm người đàn ông kia, nhưng Aaron cho rằng họ cần phải ưu tiên việc kiếm thêm thực phẩm. Daryl mở cửa sau của một chiếc xe tải và vô tình kích hoạt một cái bẫy đã được dựng sẵn với hàng loạt xác sống chui ra từ những xe tải xung quanh đó. Sau một hồi chiến đấu, hai người họ trốn vào được một chiếc xe trong khi đám xác sống với số lượng đông đảo vây quanh. Ở trong xe, họ nhìn thấy một tờ giấy có dòng chữ được viết bằng máu: "Đây là bẫy. Kẻ xấu đang đến. Đừng ở lại".
Carol đến gặp Pete - người đã bị tách khỏi vợ con mình sau khi ẩu đả Rick ngày hôm qua. Carol yêu cầu Pete phải điều trị cho Tara - người vẫn đang bất tỉnh. Khi bị Pete đuổi đi, Carol rút dao ra đe dọa sẽ giết anh ta nếu không làm theo lời mình. "Nếu anh làm điều đúng đắn, có thể anh sẽ không phải chết" - Carol nói rồi rời khỏi. Còn lại một mình, Pete điên cuồng đập phá đồ đạc trong nhà và hét lên rằng: "Đây không phải là nhà của tao!"
Rick đến kiểm tra tình hình của Jessie. Anh nói với cô rằng mình không hề hối tiếc về hành động của mình hôm qua. Jessie liền cảnh báo Rick rằng hai người họ không nên được nhìn thấy nói chuyện với nhau vào lúc này. Trong khi đó từ xa, Pete giận dữ nhìn Rick đang nói chuyện với vợ mình.
Vẫn đang mắc kẹt bên trong chiếc xe bị xác sống vây quanh, Daryl và Aaron bắt đầu bàn kế hoạch thoát khỏi. Daryl cho rằng mình sẽ đánh lạc hướng đám xác sống để Aaron có thể trốn thoát, nhưng Aaron nói rằng họ sẽ chiến đấu cùng nhau. Đột nhiên, có ai đó tấn công đám xác sống bên ngoài chiếc xe, đó chính là Morgan. Daryl và Aaron nhanh chóng ra khỏi xe và chiến đấu cùng ông. Cuối cùng, họ thoát được khỏi đám xác sống. Daryl hỏi Morgan rằng vì lý do gì mà ông lại giúp anh và Aaron. Morgan liền đáp lại rằng "Bởi vì mọi sinh mạng giờ đây đều quý giá". Aaron ngỏ lời mời đưa Morgan về Alexandria, nhưng ông từ chối rồi rút tấm bản đồ của mình ra và nhờ họ chỉ hướng đến nơi ông đang cần đến. Daryl liền nhận ra đây chính là tấm bản đồ mà Abraham để lại cho Rick lúc còn ở nhà thờ.
Sau một hồi lang thang trong rừng, cha xứ Gabriel nhìn thấy một con walker đang ăn xác một người ở bên đường. Ông liền tiến gần tới nó và định để mặc cho nó cắn mình. Tuy nhiên khi nó tiến lại gần, Gabriel bèn thay đổi ý định và giết chết con walker. Sau đó ông dùng một hòn đá đập chết người đang bị con walker ăn dở, chấm dứt sự đau đớn cho anh ta. Gabriel sau đó nằm gục xuống đường và bật khóc.
Abraham mang hoa đến thăm Tara tại bệnh xá của Alexandria. Anh thấy Eugene đang ngủ gật trên một chiếc ghế gần đó. Abraham định bỏ đi nhưng được Rosita thuyết phục ở lại. Khi anh đến gần giường Tara và ngồi xuống ghế, Rosita cố tình làm rơi một chiếc khay xuống và tạo nên tiếng động lớn, khiến Eugene tỉnh giấc. Eugene liền xin lỗi Abraham vì đã lừa dối về việc đến Washington, D.C., và Abraham cũng nói lời xin lỗi lại vì đã đánh Eugene. Hai người họ cuối cùng cũng làm lành với nhau.
Gabriel quay trở lại và được Spencer mở cổng cho vào. Vì đang vội đến buổi họp bàn, Spencer vội vàng rời khỏi và nhờ Gabriel đóng cổng giúp mình. Gabriel kéo cảnh cổng đóng lại mà không hay biết rằng nó vẫn còn hở một khoảng nhỏ.
Trong rừng, Nicholas cố truy lùng Glenn. Đúng lúc Nicholas đang mải phòng thủ trước một xác sống, Glenn lao tới tấn công anh ta. Nicholas liền lợi dụng lấy tay bóp vết thương do vừa bị bắn của Glenn lúc nãy, khiến Glenn hét lên đau đớn. Anh ta bỏ chạy ngay khi nhìn thấy một vài xác sống lao về phía Glenn.
Michonne ghé qua chỗ Rick để nhắc anh về việc đến buổi họp bàn. Rick liền thú nhận chuyện mà anh, Carol và Daryl đã làm (lấy trộm súng ở kho vũ khí cộng đồng). Anh đã không dám nói cho Michonne biết chuyện này vì sợ cô không tán thành, nhưng Michonne đáp lại rằng dù thế nào đi nữa thì cô vẫn luôn ủng hộ Rick. Sau khi Michonne rời khỏi, Rick ngó ra cửa sổ và nhìn thấy cánh cổng của cộng đồng bị mở. Anh vội vàng chạy đến để kiểm tra và thấy một ít máu của xác sống còn dính trên cổng, cho thấy rằng một vài con walker đã vào được phía bên trong.
Trong khi đó, Sasha đến nhà thờ của Gabriel và cầu xin sự giúp đỡ của ông với tâm lý của mình, tuy nhiên cô bị Gabriel lạnh lùng từ chối.
Deanna quyết định bắt đầu cuộc họp bàn mặc dù Rick chưa xuất hiện. Michonne, Carol, Abraham và Maggie lần lượt đưa ra những lời bênh vực Rick, về những điều đáng ngưỡng mộ mà anh đã làm được ở ngoài kia. Deanna liền kể lại rằng cha xứ Gabriel từng đến chỗ bà để đưa ra lời cảnh báo về những thành viên trong nhóm Rick, rằng họ là những người nguy hiểm. Tuy nhiên Jessie và Maggie nói rằng Gabriel không hề xuất hiện tại đây để chứng minh cho lời bà nói. Deanna đáp lại rằng Rick cũng không hề có mặt. Maggie liền bực bội rời khỏi để đi tìm cha xứ.
Trong khi đó, Rick tìm được đến chỗ của những con walker đang ở bên trong cộng đồng và lần lượt giết chết chúng.
Những kẻ đã tấn công Morgan ở đầu tập - 2 thành viên của The Wolves đến được khu nhà chứa thực phẩm mà trước đó Daryl và Aaron bị mắc bẫy bên trong. Chúng đưa theo người đàn ông choàng áo đỏ (mà Daryl và Aaron đã theo dõi) rồi rạch cổ họng và giết chết anh ta. Sau đó, chúng dùng một chiếc điều khiển bật những dàn âm thanh và đèn disco bên trong những chiếc xe tải để thu hút đám xác sống trước đó chui trở lại vào bên trong.
Sau khi thoát khỏi được một vài xác sống trước đó, Glenn một lần nữa bắt được Nicholas trong rừng và đè anh ta xuống. Glenn chĩa súng vào đầu Nicholas và nhắc lại lần nữa rằng cái chết của Noah là do anh ta gây ra. Nicholas bật khóc và thừa nhận rằng do mình đã quá sợ hãi, rằng anh ta không thuộc về thế giới bên ngoài này. Cuối cùng, Glenn đã hạ súng xuống và tha mạng cho Nicholas.
Sasha nói với Gabriel rằng cô muốn chết. Gabriel liền đáp lại rằng: "Cô không xứng đáng được ở đây". Ông ta nhắc lại cái chết của Bob và Tyreese và cho rằng họ chết là do chính tội lỗi của Sasha, điều này khiến Sasha tức giận và lao tới giằng co với cha xứ. Cô đẩy ngã Gabriel xuống sàn nhà và chĩa súng vào đầu ông ta. Maggie có mặt kịp thời và can Sasha lại. Gabriel bật khóc và nói rằng "Lẽ ra cô nên để cô ta bóp cò. Tất cả họ đều bỏ mạng là vì tôi", cho thấy rằng ông vẫn đang dằn vặt vì tội lỗi trước đây của mình. Maggie liền nắm lấy tay cha xứ và đỡ ông dậy.
Rick đến được buổi họp bàn và mang theo xác của một con walker mà lúc nãy anh vừa giết. Anh nói rằng cánh cổng đã được để mở mà không được ai canh chừng. Rick cảnh báo rằng đây chính là thế giới mà họ đang sống, rằng anh không hề hối hận về những gì đã nói hôm qua, anh chỉ tiếc vì đã không nói ra những lời đó sớm hơn. "Chúng ta sẽ cùng sống sót. Tôi sẽ chỉ cho các người cách làm điều đó" - Rick nói.
Trong khi đó, Glenn và Nicholas cùng dìu nhau đi trong rừng để quay trở về. Trong bệnh xá, Tara đã tỉnh dậy khi Rosita đang ngồi cạnh. Maggie, Sasha và Gabriel đang nắm tay nhau và cùng cầu nguyện.
Ở khu nhà chứa thực phẩm, kẻ với chữ "W" trên đầu nhặt được chiếc balô mà Aaron đánh rơi, hắn lấy xấp ảnh chụp cộng đồng Alexandria trong đó ra và nhìn từng tấm.
Quay trở lại buổi họp bàn, Pete bất ngờ xuất hiện cùng thanh kiếm của Michonne trên tay. Với vẻ mặt hằm hằm, anh ta nói rằng: "Mày không phải là một trong số chúng tao!" rồi tiến tới phía Rick. Reg lao ra can Pete thì bị anh ta đẩy lùi lại và vô tình bị thanh kiếm cứa đứt cổ họng, khiến máu bắn ra tung tóe. Deanna hoảng hốt hét lên và đỡ lấy chồng trong khi những người còn lại chứng kiến với vẻ kinh hãi. Pete lập tức bị Michonne và Abraham khống chế và tước vũ khí. Vừa khóc, Deanna vừa quay ra bảo rằng: "Rick, hãy làm đi". Liền sau đó, Rick rút súng ra và bắn chết Pete.
Đột nhiên, có tiếng gọi "Rick?". Anh quay ra nhìn thì thấy Morgan đang đứng đó cùng Daryl và Aaron. Morgan chứng kiến việc Rick vừa làm với ánh mắt ngỡ ngàng.
Đêm hôm đó, Michonne định đặt thanh kiếm của mình trở lại nơi cô đã treo nó. Tuy nhiên, sau một hồi lưỡng lự, cô đeo thanh kiếm lên vai.
Ở khu nhà thực phẩm, người đàn ông choàng áo đỏ bị 2 kẻ của The Wolves giết lúc nãy đã biến đổi thành xác sống. Anh ta từ từ bước qua một chiếc xe với dòng chữ được ghi trên đó là "WOLVES NOT FAR".

## Diễn viên

### Diễn viên chính
- Andrew Lincoln vai Rick Grimes
- Norman Reedus vai Daryl Dixon
- Steven Yeun vai Glenn Rhee
- Lauren Cohan vai Maggie Greene
- Chandler Riggs vai Carl Grimes
- Danai Gurira vai Michonne
- Melissa McBride vai Carol Peletier
- Michael Cudlitz vai Abraham Ford
- Sonequa Martin-Green vai Sasha Williams
- Josh McDermitt vai Eugene Porter
- Christian Serratos vai Rosita Espinosa
- Alanna Masterson vai Tara Chambler
- Seth Gilliam vai Gabriel Stokes

### Diễn viên định kỳ
- Tovah Feldshuh vai Deanna Monroe
- Lennie James vai Morgan Jones
- Alexandra Breckenridge vai Jessie Anderson
- Ross Marquand vai Aaron
- Austin Nichols vai Spencer Monroe
- Steve Coulter vai Reg Monroe
- Benedict Samuel vai Thủ lĩnh The Wolves
- Jason Douglas vai Tobin

### Các diễn viên phụ khác
- Corey Brill vai Pete Anderson
- Ted Huckabee vai Bruce
- Dahlia Legault vai Francine
- Tiffany Morgan vai Erin
- Jordan Woods-Robinson vai Eric Raleigh
- David Marshall Silverman vai Kent
- Mandi Christine Kerr vai Barbara
- Michael Traynor vai Nicholas
- Kiley & Jaelyn Behun vai Judith Grimes
- Curtis Jackson vai Bob Miller
- Helen Jackson vai Natalie Miller
- Jesse C. Boyd vai Thành viên The Wolves
- Jason Alexander Davis vai Người đàn ông choàng áo đỏ

## Cái chết trong tập
- Reg Monroe
- Pete Anderson
- 2 người không rõ tên

## Đánh giá
"Conquer" nhận được đánh giá cao từ giới phê bình. Nhiều chuyên gia dành lời khen cho việc đưa nhân vật Morgan Jones quay trở lại tuyến truyện chính. Diễn xuất của Lennie James (Morgan), Andrew Lincoln (Rick), Tovah Feldshuh (Deanna), Seth Gilliam (Gabriel), Sonequa Martin-Green (Sasha) và Steven Yeun (Glenn) cũng được coi là điểm sáng trong tập. Bên cạnh đó, Ron Hogan từ tạp chí Den Of Geek còn dành lời khen cho đạo diễn của tập này - Greg Nicotero và gọi "Conquer" là một trong những tập được quay thành công nhất".
Sau khi xem xong tập cuối mùa phim này, Laura Prudom của tạp chí Variety đã không ngần ngại kết luận rằng Phần 5 chính là phần hay nhất của The Walking Dead tính đến thời điểm hiện tại. Brian Moylan từ báo The Guardian nhận định rằng "Conquer" là "một tập khép lại mùa phim đầy trọn vẹn". Anh đánh giá cao những phút cuối của tập phim với sự đan xen các cảnh Rick chiến đấu với x xác sống, Glenn & Nicholas ẩu đả, mâu thuẫn giữa Sasha & Gabriel, và việc các thành viên trong nhóm bênh vực Rick trước mặt cư dân Alexandria. "Đó chính là điều khiến bộ phim này trở nên thật tuyệt vời. Nó đã tự giải quyết tất cả những mâu thuẫn mà nó mở ra trong mùa phim này" - Moylan nhận xét.
Erik Kain của tạp chí Forbes cũng dành lời khen cho tập phim và gọi "Conquer" là "một trong những tập phim căng thẳng nhất của The Walking Dead". Trang Rotten Tomatoes có 85% trong số 26 bài phê bình về tập phim mang tính tích cực.

## Bên lề
- Lần xuất hiện đầu tiên của: Thủ lĩnh The Wolves.
- Đây là tập phim thứ ba của series phim có thời lượng phát sóng trên truyền hình là 90 phút (bao gồm cả quảng cáo) kể từ sau tập đầu Phần 1 và tập đầu Phần 2.
  - Đây cũng là tập cuối mùa phim đầu tiên có thời lượng như trên.
- Tập phim đánh dấu lần đầu xuất hiện của các thành viên The Wolves.
- Chương trình Talking Dead tiết lộ rằng tên của 5 tập phim cuối của Phần 5 đều là các từ nằm trong một câu chuyện được Dale Horvath kể với nhóm Atlanta trong tập "Vatos" (Phần 1). Nguyên văn tiếng Anh: "I like what the father said to the son when he gave him a watch that had been handed down through generations. He said: "I give you a mausoleum of all hope and desire which will fit your individual needs, no better than it did mine and my father before me. I give it to you not that you may remember time, but that you may forget it. For a moment, now and then, and not spend all of your breath trying to conquer it." (Tạm dịch: "Tôi thích điều mà người cha ấy nói với con trai mình khi anh ta đặt vào tay thằng bé một chiếc đồng hồ đã được truyền qua nhiều thế hệ. Người cha nói: 'Cha tặng con một di vật tượng trưng cho tất cả những hy vọng và khát khao phù hợp với nhu cầu của riêng con, cũng như đối với cha và ông nội con trước đây. Cha tặng nó cho con không phải để con có thể ghi nhớ thời gian, mà là để đôi lúc con hãy quên đi nó. Để mà đôi khi, dù chỉ trong thoáng chốc, con không phải tiêu tốn hơi sức mà cố gắng chế ngự thời gian").
- Đây là tập phim đầu tiên kể từ sau tập đầu tiên của series TWD mà Lennie James (Morgan) được ghi nhận tên trong mục "Also Starring" (Diễn viên định kỳ). Trong các tập phim trước đó, ông chỉ được credit ở mục khách mời đặc biệt cuối tập (Tập "Clear)" hoặc không được credit (tập "No Sanctuary" và "Coda").
- Cảnh Pete giết Reg và Rick giết Pete được lấy từ Chương 77 trong truyện (với Reg là phiên bản phim của Regina Monroe).
- Bài hát mà 2 thành viên của The Wolves dùng để dụ đám walker đi ở cuối tập là "Love and mercy" của Brian Wilson.
- Tập phim đánh dấu lần thứ ba Rick và Morgan gặp nhau.
- Có 2 xác sống bị mất tay và nửa thân dưới được Daryl và Aaron nhìn thấy trong xe tải chính là các nạn nhân ở trong rừng mà họ phát hiện ở tập trước đó.